# Louis André
Louis André fue Ministro de Guerra francés entre 1900 y 1904. André fue un francmasón o practicante de la masonería leal a la Tercera República Francesa (de origen laico) y al origen del escándalo del fichero masónico.

## Biografía
De nombre completo Louis Joseph Nicolas André, fue un general francés. Bajo el rango de capitán, participó en la guerra franco-prusiana, también fue director de la Escuela Politécnica. En mayo de 1900, tras el retiro del general Gastón Gallife, subió al rango de ministro de la Guerra bajo el gobierno de Waldeck-Rousseau. André trató de liberar a la Armada de las influencias clericales y abrió la puerta a los oficiales republicanos; incluso bajo la administración de Komba. En 1902 propuso un proyecto de ley acerca de recortar el período de servicio militar hasta unos 2 años, la cual fue aprobada en 1905, después de la salida de André ante su renuncia al cargo.
En 1904, un movimiento clerical-nacionalista lanzó cargos en contra de André después del escándalo del fichero masónico, debido al hecho de que su designación incrementó el número de oficiales con un alto grado de lealtad hacia la República y de hostilidad hacia el clero, antes que ser seleccionados por su habilidad de manejo de personal. El diputado nacionalista Jean Guyot de Villeneuve lo denunció en la Asamblea Nacional de Francia. El diputado nacionalista Gabriel Syveton le dio una bofetada en esa misma Asamblea. Estas y otras denuncias lo forzaron a renunciar en octubre de 1904. André fue substituido por Berthaud.